# Бергер Фердінанд Георгійович
Фердінанд Георгійович Бе́ргер (нар. ? — пом. 20 вересня 1875, Харків) — український антрепренер, режисер і співак (бас).

## Біографія
У 1850—1860-х роках утримував італійську оперну трупу, з якою виступав впродовж 1863—1865 років у Полтаві, Одесі та Києві. Був одним із засновників Київської російської опери (впродовж 1867—1874 років — антрепренер і соліст). Завдяки йому в ній були поставлені опери:
- «Аскольдова могила» Олексія Верстовського;
- «Життя за царя» та «Руслан і Людмила» Михайла Глинки;
- «Русалка» Олександра Даргомижського;
- «Севільський цирульник» Джоаккіно Россіні.

Виконав партії Фігаро, Бартоло у «Севільському цирульнику», дона Паскуале в однойменній опері Гаетано Доніцетті.
У 1874 році заснував і до кінця життя очолював Харківську оперу. Помер в Харкові 8 [20] вересня 1875 року.